# Наука в средневековом исламском мире
Современные исследователи сходятся во мнении, что на протяжении значительной части средневекового периода исламские страны были мировыми лидерами в сфере науки и технологий. Исламская наука развивалась интенсивно в эпоху  «Золотого века ислама (762-1258)». 
Переводческое движение, сосредоточенное в багдадском Доме мудрости, перевело на арабский язык индийские, ассирийские, иранские и греческие научные труды, что положило начало развитию наук и философии в исламском мире. Среди исламских учёных было много персов, арабов, берберов, таджиков, мавров, тюрков и египтян. В конфессиональном плане, большинство учёных были мусульманами, но встречались также христиане, иудеи, сабии и др.
Возрождение XII века в Европе началось после латинских переводов трудов мусульманских учёных.

## История

### Зарождение исламской науки
В начале IX века научным центром Арабской империи Аббасидов становится «Дом мудрости» в Багдаде, в который халифами приглашались виднейшие учёные со всего исламского мира. Большинство багдадских учёных до XI века были выходцами из Средней Азии (Аль-Хорезми, Хаббаш аль-Хасиб, Аль-Фергани, Аль-Фараби) или сабиями – одной из защищённых по Корану религиозных групп (харранские сабии — потомки вавилонских жрецов-звездопоклонников, традиционно сведущие в астрономии и занимавшиеся астрологией). На западе халифата, в мусульманской испанской Кордове, сформировался другой научный центр, благодаря которому античные знания стали понемногу возвращаться в Европу.

### Монгольское нашествие и последующий упадок науки
В XIII веке после полного уничтожения Багдада монголами (в ходе Жёлтого крестового похода 1256–1260 гг), и захвата большей части Пиренейского полуострова испанцами (в ходе Иберийских крестовых походов 1212–1266 гг) мусульмане теряют оба своих крупнейших научных центра, что отождествляется некоторыми историками с концом Золотого века ислама. В своей хронике XVI века об уничтожении Багдада Кутб ад-Дина ан-Нахравали писал, что в реку Евфрат было брошено так много книг, что они образовали мост, который мог поддержать человека верхом на лошади, а выжившие говорили, что река Тигр была чёрной от смытых с рукописей чернил и красной от крови учёных и философов.
Ирак 1258 года существенно отличался от современного. Система каналов поддерживалась больше тысячи лет. Багдад был блестящим интеллектуальным центром мира. <...> С разграбления Багдада угас интеллектуальный светоч ислама. Масштаб потерь был сравним с разрушением Афин Перикла и Аристотеля. Монголы разрушили мелиорационные каналы и покинули Ирак, который уже не восстановился.Стивен Датч
Уничтожение Багдада году привело к утрате важных научных знаний, разрушению образовательных центров и ослаблению интеллектуальных связей, что нанесло серьёзный удар по развитию науки в исламском мире. А потеря мусульманами аль-Андалуса была фатальной для дальнейшего развития наук на западе. Вероятно, последним математиком с оригинальными работами там является Ибн аль-Банна (1256 – 1321).
В дальнейшем поддержка и финансирование науки монгольскими ханами и их преемниками были направлены на астрологию, однако косвенно благодаря этому своё развитие получили и сопутствующие ей астрономия и математика (десятичные дроби, тригонометрия, методы астрономических вычислений). Развитие научных центров теперь было связано с обсерваториями (Марагинская обсерватория, Обсерватория Улугбека, Константинопольская обсерватория Такиюддина), которые использовались для астрологических наблюдений.
После разрушения Багдада благодаря Насир ад-Дину ат-Туси (1201 – 1274), который смог вынести из города часть ценных рукописей, Мераге на период второй половины XIII века стала новым научным центром региона, но уже в XIV веке наука там приходит в упадок. Позднее в Центральной Азии на два века появляется еще один научный и культурный центр – Самарканд, происходит Тимуридский Ренессанс, который заканчивается после убийства астронома и султана Мавераннахра Улугбека (1394 – 1449). Его ученик Али Кушчи (1403 – 1474) прибывает в Османскую империю, в Стамбул, где научная деятельность продолжается еще одно столетие и заканчивается во второй половине XVI века.
В Османской империи своё влияние на упадок точных наук оказал конфликт с исламским духовенством, которое резко выступало против астрологии, неразрывно сопровождавшей поздние научные астрономические и математические исследования. Кроме того, Такиюддин аш-Шами (1526—1585) сделал ошибочное астрологическое предсказание относительно крупной кометы: вместо предсказанного благополучия и процветания в империи разразилась эпидемия чумы, унёсшая жизни многих видных деятелей. Обсерватория Такиюддина была разрушена в 1580 году, чтобы предотвратить её дальнейшее использование в астрологических целях и прекратить «пустую трату средств».
С эпохой европейского колониализма государства, в которых находились научные центры исламского мира, столкнулись со значительным сокращением доходов от торговли, инфляцией из-за колоссального притока драгоценных металлов из европейских колоний и усилившейся конкуренцией со стороны европейских держав. Вследствие огромного дефицита бюджета было окончательно прекращено финансирование науки.

## Науки

### Астрономия
Астрономия исламского Средневековья — астрономические познания и взгляды, распространённые в Средние века в Арабском халифате и впоследствии государствах, возникших после распада халифата: Кордовском халифате, империях Саманидов, Караханидов, Газневидов, Тимуридов, Хулагуидов. Сочинения исламских астрономов были, как правило, написаны на арабском языке, который может считаться международным языком средневековой науки; по этой причине астрономия исламского Средневековья называется ещё арабской астрономией, хотя в её развитие внесли вклад не только арабы, но представители практически всех народов, проживавших на этой территории. Главным источником арабской астрономии была астрономия Древней Греции, а на ранних стадиях развития — также Индии и государства Сасанидов, расположенного на территориях современных Ирака и Ирана. Период наивысшего развития приходится на VIII—XV века.

### Математика
Учёные исламского мира эпохи расцвета мусульманской цивилизации значительно способствовали развитию математики, обогащая её новыми открытиями и усовершенствованиями. Они не только собрали, перевели и сохранили работы своих предшественников, но и внесли собственные инновации. В области арифметики они усовершенствовали десятичную систему, включив в неё десятичные дроби и разработав эффективные процедуры для вычислений. Способствовали распространению десятичной системы счисления. Они первыми систематизировали алгебру, получившую от арабского языка современное название («аль-джабр» – восполнение), и составили её в организованной научной манере. Заложили основы алгебраической геометрии. Разработали численные методы для извлечения корней, суммирования рядов и решения уравнений. Расширили исследования в тригонометрии, выделив её в отдельную науку, отделив от астрономии. Достигли успехов в изучении плоских и сферических треугольников и определении тригонометрических функций. Исламские математики также внесли вклад в евклидову геометрию, теорию чисел и комбинаторику. Их работы использовались в европейских университетах в качестве учебных пособий вплоть до конца эпохи Возрождения.
Среди наиболее выдающихся результатов математиков стран исламского мира можно отметить:
- Введение и первое применение десятичных дробей.
- Переход от раздельных древнегреческих понятий «числа» и «величины» к вещественным числам.
- Открытие общего вида бинома Ньютона для натурального показателя степени.
- Открытие треугольника Паскаля (за 600 лет до Паскаля), ранние работы по комбинаторике.
- Открытие связи пятого постулата Евклида со многими геометрическими теоремами.
- Разработка численных методов: извлечение корней, суммирование рядов, решение линейных, квадратных и кубических уравнений.
- Выделение алгебры в отдельную дисциплину. Методы для преобразования числовых и геометрических задач в уравнения в нормальной форме.
- Выделение тригонометрии в отдельную дисциплину, её систематизация и расширение — как плоской, так и сферической, составление точных таблиц.

### Другие науки
- Медицина и фармакология в средневековом исламском мире
- Физика в исламском мире
- Химия в исламском мире
- Космология в средневековом исламском мире
- Офтальмология в средневековом исламском мире
- География и картография в средневековом исламском мире[англ.]
- Психология в исламском мире

## Оценки
4 июня 2009 года президент Обама похвалил мусульман за их научный и культурный вклад в мировую историю: «Именно Ислам принес светоч знаний в Европу в период эпохи Возрождения и Просвещения. Мы переняли у них алгебру, магнитный компас и навигационные инструменты, наше мастерство владения пером и печатью; наше понимание того, как распространяется болезнь и как ее можно вылечить».

## Комментарии
1. ↑  Битва при Лас-Навас-де-Толоса – крупнейший пиренейский крестовый поход, после которого христиане начинают активно завоёвывать мусульманские земли на Иберийском полуострове. В 1235 году завоёвывается Кордова.
2. ↑  Завоевание Мурсии, на территории Иберийского полустрова из мусульманских государств остаётся лишь Гранадский эмират